# Tetsuo Okamoto
Tetsuo Okamoto (Marília, 20 marzo 1932 – Marília, 1º ottobre 2007) è stato un nuotatore brasiliano.
Specializzato nello stile libero ha vinto la medaglia di bronzo nei 1500 m sl alle Olimpiadi di Helsinki 1952. È stato il primo nuotatore brasiliano a vincere una medaglia olimpica.

## Palmarès
- Olimpiadi

Helsinki 1952: bronzo nei 1500m sl.
- Giochi panamericani

1951 - Buenos Aires: oro nei 400m e 1500m sl, argento nella staffetta 4x200m sl.